# Фроленков Андрій Григорович
Андрій Григорович Фроленков (нар. 14 вересня 1904 — 1 жовтня 1965) — радянський військовик, Герой Радянського Союзу (1943), у роки німецько-радянської війни командир 193-ї стрілецької дивізії 65-ї армії Центрального фронту, полковник.

## Біографія
Народився 14 вересня 1904 року в селі Гренково (нині Оленінський район Тверської області) в селянській сім'ї. Росіянин. Член КПРС з 1929 року. Освіта неповна середня.
У 1922 році призваний в ряди Червоної Армії. У 1925-му закінчив Московську піхотну школу. У боях німецько-радянської війни з червня 1941 року. У 1943 році закінчив прискорений курс Військової академії Генерального штабу.
Полковник А. Г. Фроленков уміло організував форсування дивізією річок Десна, Снов, Сож і 15 жовтня 1943 року — Дніпра біля села Кам'янка Ріпкинського району Чернігівської області. Дивізія нанесла противникові значну утрату, захопила великі трофеї, забезпечивши розвиток операції в глибину. 17 жовтня 1943 року в районі переправи дивізії А. Г. Фроленкова була організована головна переправа 65-ї армії з постійним мостом під важкі вантажі. По ній на правий берег Дніпра були переправлені важка артилерія, танкові корпуси, а пізніше і корпуси сусідньої 48-ї армії.
Указом Президії Верховної Ради СРСР від 30 жовтня 1943 року за мужність і героїзм, проявлені при форсуванні Дніпра і утриманні плацдарму полковникові Андрію Григоровичу Фроленкову присвоєне звання Героя Радянського Союзу з врученням ордена Леніна і медалі «Золота Зірка» (№ 1709).
22 лютого 1944 року Фроленкову А. Г. присвоєно чергове військове звання генерал-майора.
З березня 1945 року до кінця війни — командир 134-го стрілецького корпусу 19-ї армії 2-го Білоруського фронту. Брав участь у Східно-Померанський і Берлінській операціях.

Надгробок А. Г. Фроленкова

Після закінчення війни продовжував службу в армії.
З липня 1945 року – командир 90-го стрілецького корпусу Північної групи військ (Польща). З вересня 1946 року – старший інспектор Головної інспекції Сухопутних військ. З березня 1947 по травні 1949 року – заступник командира 19-го гвардійського стрілецького корпусу.
У 1950 році закінчив Вищі академічні курси при Вищій військовій академії імені К. Е. Ворошилова.
З травня 1950 року – помічник командувача військами Київського району ППО. З липня 1953 року – командир 28-го гвардійського стрілецького корпусу. З червня 1954 року – начальник ППО Групи радянських військ у Німеччині.
З 1958 року генерал-лейтенант А. Г. Фроленков у запасі. Жив в Києві. Помер 1 жовтня 1965 року. Похований у Києві на Лук'янівському військовому кладовищі.

## Нагороди, пам'ять
Нагороджений двома орденами Леніна (30 жовтня 1943; 24 червня 1948), п'ятьма орденами Червоного Прапора (19 червня 1943; 3 жовтня 1943; 3 листопада 1944; 29 травня 1945; 21 серпня 1953), орденом Суворова 2-го ступеня (№ 1600 від 10 квітня 1945), орденом Кутузова 2-го ступеня (№ 1004 від 23 липня 1944), орденом Червоної Зірки (16 серпня 1936), іноземними орденом Virtuti Militari.
У селищі Лоєві Гомельської області ім'ям Героя названа вулиця і встановлена меморіальна дошка.